# Horsens-Bryrup-Silkeborg Jernbane
Horsens-Bryrup-Silkeborg Jernbane (HBS) – eller Bryrupbanen – var en dansk privatbane, der blev anlagt i flere etaper og nedlagt 30. marts 1968.

## Horsens-Bryrup
Banen blev etableret som Horsens-Bryrup Jernbane (HBJ). Dette selskab åbnede 23. april 1899 den 31,4 km lange strækning Lund-Bryrup. For at få togene til og fra Horsens lejede selskabet sig ind på den 6,6 km lange strækning Horsens-Lund, der allerede eksisterede som en del af Horsens-Tørring Banen (åbnet 1. december 1891). Tørringbanen og Bryrupbanen kunne dele denne strækning, fordi de havde samme sporvidde (meterspor, 1.000 mm).

### Anlægget
Tilføjelsen af Bryrupbanen gav anledning til opførelse af Horsens Privatbanestation, hvorfra de to smalsporsbaners passagerer kunne gå ad en "trappeviadukt" over DSB-sporene til Horsens Station.
Bryrupbanen var i smalsporstiden anlagt med meget lette skinner (12,5 kg/m). Den var uindhegnet og uden bevogtning af overskæringer, men farten var også lav: det tog over 2 timer at køre de 38 km. Banen snoede sig meget gennem det kuperede landskab. Mindste kurveradius var 400 m, største stigning 1:70. Slagballe Station var Danmarks højest beliggende, 120 m over havet.

### Vigtigste byer
De største mellemstationer, Brædstrup og Østbirk, var allerede betydelige byer inden banen kom, hvorimod Bryrup i 1899 stort set kun havde en kirke, en skole og en fattiggård, hvis jord kunne udstykkes, bl.a. til banens endestation. Bryrup voksede stærkt de næste årtier og havde i 1929 52 forskellige forretninger og erhvervsvirksomheder. Den blev banens tredjevigtigste station efter Horsens og Brædstrup, men efter 1920, hvor sidste etape af Diagonalbanen Randers-Esbjerg blev færdig, måtte Bryrup afgive meget af sin godstrafik til denne banes stationer kun en halv snes km væk.

### Økonomien
Ligesom andre jernbaner blev Bryrupbanen presset af bilerne i 1920'erne, og økonomien ændrede sig fra, at banen de første 16-17 år havde givet i alt 170.000 kr. i udbytte, til at selskabet i 1920'erne måtte opkræve 50.000 kr. af kommunerne til dækning af underskud. Ved likvidationen i 1930 overførtes et underskud på 12.380 kr. til det nye selskab Horsens-Bryrup-Silkeborg Jernbane.

## Bryrup-Silkeborg
I 1929 åbnedes nogle af de sidste privatbanestrækninger i Danmark. Begge smalsporsbaner ved Horsens blev omlagt til normalspor (1.435 mm) og samtidig forlænget. Tørringbanen blev til Horsens Vestbaner, som blev forlænget fra Tørring til Thyregod og fik en sidegren fra Rask Mølle til Ejstrupholm.
Bryrupbanen blev forlænget fra Bryrup til Silkeborg. I 1923 var man færdig med at udstikke linjen, men allerede i juni 1922 var jordarbejdet i gang tre steder, fordi det kunne udføres som "nødhjælpsarbejde" med statsstøtte. Dermed forpligtede kommuner og amt sig til at gennemføre projektet, men også for staten fangede bordet. De baner, der var godt i gang med jordarbejder, undgik nemlig at blive vurderet af det statslige udvalg, der skulle se kritisk på de mange baneprojekter i Jernbaneloven fra 1918. En sådan kritisk gennemgang kunne have stoppet projektet, idet ingen af de projekter, som udvalget undersøgte nærmere, blev ført ud i livet.

### Anlægget
I Bryrup ændrede man linjeføringen gennem byen, så banen kunne krydse landevejen på et vandret sted og gå syd om Kvindsø i stedet for nord om. Det krævede opførelse af en ny Bryrup Station.
Mellem Horsens og Lund blev der anlagt et spor mere, så hver bane havde sit eget. Bryrupbanen betalte 80% af udvidelsen af underbygningen, så de to baner nu ejede den i fællesskab. Da Horsens Vestbaner indstillede persontrafikken i 1957, fjernede man det ene spor.
Også i Horsens skete der en stor ændring i 1929. Når de to smalsporsbaner var omlagt til normalspor, var det mest praktisk at få dem ind på statsbanestationen. Men den var blevet for lille, og sporene ind til stationen havde lidt for skarpe kurver. Desuden ville Horsens Kommune gerne lave byudvikling på det gamle stationsområde omkring den nuværende Vitus Berings Plads. Så man opførte en ny Horsens Station længere mod vest ved Bygholm Å, hvis løb måtte lægges om.

### Strækningsdata
Det nye spor var kraftigere end det gamle (27,55 kg/m), og farten kunne sættes op til 45 km/t. Strækningen Horsens-Bryrup var oprindeligt 38,0 km lang. Forlængelsen Bryrup-Silkeborg var 23,2 km lang. Flytningen af Horsens Station afkortede banen med 0,3 km, så den samlede strækning Horsens-Bryrup-Silkeborg blev på 60,9 km – 1 km længere end Horsens-Silkeborg med statsbanen via Skanderborg.
Normalsporet på den gamle strækning blev taget i brug 15. april 1929. Den nye strækning Bryrup-Silkeborg blev åbnet 10. maj 1929. Turen Horsens-Silkeborg tog nu 3 timer med damptog og 2 timer med motortog. Motortogenes accelerationsevne gjorde det muligt at oprette 5 trinbrætter i 1930'erne og 3 i 1950'erne.

## Standsningssteder
- Horsens privatbanestation, fra 1929 Horsens station (Hs) i km 0,0 – forbindelse med Fredericia-Aarhus, Horsens-Juelsminde Jernbane og Horsens-Odder Jernbane.
- Bygholm trinbræt i km 0,5. Billetsalgssted 1901-20. Trinbrættet formodentlig nedlagt 1929, men benyttet af elever på Horsens Statsskole fra 18. november 1940 og helt genoprettet 10. oktober 1953.
- Lund station (Ld) i km 6,3 med rampe og kvægfold – forbindelse med Horsens Vestbaner.
- Lundum station (Lm) i km 10,3 med mastekran.
- Stenbjerg station (St) i km 12,7 med kvægfold, fra 1. oktober 1964 trinbræt med læskur af bølgeplast.
- Monbjergvejen trinbræt fra 23. maj 1954 med træskur.
- Østbirk station (Øb) i km 16,5.
- Vestbirk trinbræt (Vb) i km 18,6 med svinefold, fra 1. oktober 1913 station.
- Gammelstrup station (Gm) i km 21,2 med svinefold, fra 1. november 1958 trinbræt med læskur af bølgeplast.
- Tønning station (Tn) i km 23,6 med svinefold.
- Trædenvejen trinbræt i km 26,2 fra 18. juni 1930, ændrede navn til Ring Skov trinbræt 4. oktober 1936.
- Brædstrup station (Bup) i km 27,4 med vandkran.
- Lille Davdingvej trinbræt i km 28,9 fra 18. juni 1930 med bremsehus fra en godsvogn som læskur.
- Rodvigsballe trinbræt fra 1. august 1955 med bremsehus som læskur.
- Slagballe station (Sb) i km 30,7 med svinefold.
- Vinding Østergaard trinbræt fra 1935 med bremsehus som læskur.
- Vinding station (Vd) i km 34,2.
- Bryrup station (Br) i km 37,8 med svinefold, drejeskive og smalspors-vognkasse som ekstra varehus.
- Skåningbro trinbræt i km 39,2 fra 21. juni 1929, nu trinbræt på veteranbanen. Læskuret, en løvklædt hytte, er bevaret.
- Snabe Igelsø, trinbræt i km 41,7 på veteranbanen.
- Vrads station (Vra) i km 41,8. Nu endestation for veteranbanen og restaurant.
- Fogstrup trinbræt (Fo) i km 46,8. Station med rampe 1930, 1. oktober 1962 trinbræt med varehuset som læskur.
- Korsvej trinbræt i km 47,8 fra 18. juni 1930 med træskur.
- Them By station i km 50,8. "By" blev tilføjet for at undgå forveksling med Tim.
- Virklund trinbræt (Vir) i km 55,8. Station fra 1935.
- Ørnsø trinbræt fra 1. november 1954.
- Silkeborg station (Sl) i km 60,9 – forbindelse med Skanderborg-Skjern-banen, Langå-Bramming-banen (Randers-Esbjerg) og Silkeborg-Kjellerup-Rødkærsbro Jernbane.

### Arkitekter
Stationsbygningerne på Horsens-Bryrup er tegnet af Viggo Bertram fra DSB, måske med undtagelse af Horsens privatbanestation, der kan være tegnet af den meget virksomme Horsens-arkitekt Hector Estrup.
Bertram tegnede tre typer af stationsbygninger:
- Bystationerne i Østbirk, Brædstrup og Bryrup med beboelse på 1. sal. De havde murbånd og et karakteristisk valmtag.
- Lille landstation, f.eks. Gammelstrup, med venteværelse og kontor ud mod banen, køkken og stue ud mod vejen og 1-2 loftsværelser.
- Stor landstation, f.eks. Tønning og Lundum, der dog begge var af den lille type fra starten, men blev udvidet i hhv. 1906 og 1907-08. De var 4 m længere, så der var plads til ventesal i hele bygningens bredde og soveværelse i stueetagen.

Da banen skulle forlænges, var Viggo Bertram død. Hector Estrups efterfølger, Viggo Norn, ville gerne have tegnet de to nye stationer, Vrads og Them, men de tilfaldt Silkeborg-arkitekten Edvard Jensen, så Norn måtte nøjes med den nye station i Bryrup, stationsforstanderboligen i Lund og værkstedsbygningen i Horsens.

### Bevarede stationsbygninger
Stationsbygningen og stationsforstanderboligen i Lund er nedrevet.
- Lundum: Torpvej 48
- Stenbjerg: Stenbjergvej 9
- Østbirk: Ryvej 6[8]
- Vestbirk: Birknæsvej 2
- Gammelstrup: Vestbirkvej 1
- Tønning: Stationsvej 1
- Brædstrup: Jernbanegade 3
- Slagballe: Slagballevej 13
- Vinding: Burgårdevej 11
- Bryrup smalspor: Byvej 14
- Bryrup normalspor: Østervang 1
- Vrads: Lystrupmindevej 15
- Fogstrup: Ansøvej 13
- Them: Smedebakken 17
- Virklund: Gunilshøjvej 2

## Driften
I 1929 flyttede banernes driftsledelse til stationen i Lund, hvor der blev bygget en ny bolig til stationsforstanderen. Hovedkontoret blev liggende på den gamle privatbanestation i Horsens indtil september 1945, hvor den blev overtaget af Andelsboligselskabet Beringsgården. der skulle opføre boligblokke på arealet. Hovedkontoret flyttede så ind nogle af boligselskabets lejligheder på Marius Holsts Gade.
Horsens Vestbaner og Bryrupbanen, der allerede havde et stærkt samarbejde, gik i 1951 sammen med Juelsmindebanen og Horsens-Odder Jernbane i selskabet Horsens Privatbaner. Det indebar, at driftsledelsen i 1952 flyttede fra Lund tilbage til Horsens station, hvor der blev etableret driftsfællesskab mellem alle fire baner og bygget en stor remise.

## Likvidationen
Efter banens lukning 30. marts 1968 ønskede Fredningsplanudvalget for Skanderborg og Vejle Amter at etablere cykelsti på hele strækningen. Et lokalt initiativ i Bryrup ville bevare Bryrup-Silkeborg som veteranbane. Det endte med at blive Bryrup-Vrads, hvor man kunne anvise alternative cykelruter og havde sognerådets opbakning. Næste problem var at få lov til at drive jernbane, men samme år blev der vedtaget en "Lov om veteranbaner", der gav kommuner mulighed for at søge koncession på museumsbaner og senere overlade driften til en privat veteranbaneklub. Denne lov banede også vej for Mariager-Handest Veteranjernbane.
Så Bryrup-Vrads var holdt udenfor, da banelegemet skulle sælges i august 1968. Her erhvervede Fredningsplanudvalget 50,4 km bane, som blev grundlaget for den i alt 60 km lange Bryrupbanesti.
På auktionen over materiellet den 5. november 1968 købte veteranbanefolkene stort ind: Et damplokomotiv, en Triangel-motorvogn, to skinnebusmotorvogne, en rejsegodsvogn, en åben godsvogn og fire personvogne. Hertil kom en dræsine m.m. samt Vrads Station og de fire kilometer spor mellem Bryrup og Vrads.
Lørdag den 16. november 1968 var der atter hektisk aktivitet på sporene ved HBS-remiseområdet i Horsens. Tidligt om morgenen blev diesellokomotivet HBS DL 202 startet med henblik på at oprangere det materiel, som veteranbanefolkene i Bryrup havde købt. Endvidere havde HBS DL 202 til opgave at oprangere den togstamme af overskydende materiel, som ugen efter (den 23. november) skulle sendes med særtog til H.I. Hansen i Odense og ophugges. Det blev den sidste opgave, som DL 202 udførte i aktiv tjeneste. Togstammen med overskydende materiel blev oprangeret ved Bryrupbanens perronspor med diesellok HBS DL 202, HBS L 205, HO 433, HBS C 226 og 23 godsvogne samt lokotender HO 405 og allersidst sneplov HBS 296.
Umiddelbart herefter afsendtes fra den gamle Juelsmindebaneperron et skinnebustog for egen kraft som særtog til H.I. Hansen i Odense. Toget bestod af HBS SM 213, HBS SP 220 og HBS SP 221.
Samme dag (den 16. november 1968) blev damplokomotivet HOJ L 406 fyret op og tilkoblet togstammen med materiellet til Bryrup. Om eftermiddagen kørte det indkøbte materiel for egen kraft fra Horsens til Bryrup. Oprangeringen var damploko HOJ L 406, Triangelmotorvogn HBS LM 215, 4 personvogne (HBS C 223, C 224, C 225, C 227), 1 person- og rejsegodsvogn HBS E 233 samt 1 godsvogn HBS Pb 277 læsset med Bryrupbanens dræsine BM 219. Toget vakte stor opsigt på strækningen, der havde været officielt nedlagt i godt syv måneder. Toget nåede Bryrup lige inden solnedgang, hvor det blev modtaget med stor hyldest af byens borgere.
Søndag den 17. november kørte de to skinnebusser HBS SM 211 & SM 212 ved egen kraft fra Horsens til Bryrup. Den 26. april 1969 afgik det første tog på Veteranbanen Bryrup-Vrads (VBV).
Der var stor interesse for at erhverve stationsbygningerne, og banens rutebiler indbragte et pænt beløb, så kreditorerne – hvoraf staten var den største – endte med at få 98% af deres tilgodehavende i det likviderede selskab.

## Strækninger hvor banetracéet er bevaret
Af banens 61 km er banetracéen bevaret og tilgængelig på 51 km. Heraf indgår 45 km i Bryrupbanestien. Ved Horsens og Lund er der to kilometer bevaret tracé, som ikke udnyttes af Bryrupbanestien. Og de fire kilometer skinner mellem Bryrup og Vrads indgår officielt heller ikke i den, selv om man godt kan gå langs sporet.
- Det dobbeltsporede tracé mellem Horsens og Lund
- En lige strækning mellem Lund og Lundum
- Den Genfundne Bro over Gudenåen
- Fra Brædstrup op mod banens top ved Slagballe
- Fra Vinding ned mod Bryrup
- Veteranbanens drejeskive i Vrads

### Den Genfundne Bro
Smalsporsbanen krydsede Gudenåen i Træden Skov 13,4 m over åen på en 45,7 m lang gitterbro, som dengang var Danmarks største jernbanebro. Da strækningen skulle omlægges til normalspor, blev det anset for vanskeligt at gøre broen bredere. Men det blev heller ikke nødvendigt, for efter opførelsen af Vestbirk vandkraftværk i 1924 blev det meste af Gudenåens vand ledt uden om det gamle løb, så man kunne nøjes med at lægge åen i to betongennemføringer, hver på to gange to meter, og anlægge en dæmning ovenpå. Skrotpriserne var for lave til at det kunne betale sig at rive broen ned, så dæmningen blev lagt uden om den.
I begyndelsen af 2014 begyndte man at grave den gamle bro fri, i første omgang til et niveau to meter under den vandrette overdel. Den tilbageværende del af dæmningen fungerede som "stillads", mens overdelen blev repareret, sandblæst og malet. Derefter blev der gravet ned til fundamenterne i takt med at de to brotårne blev renoveret. Broen viste sig at være forbløffende velbevaret – af dens 40 tons jern har kun 200 kg skullet udskiftes. Til sidst fjernede man resten af dæmningen og betongennemføringerne, der reelt har været en hindring for fiskenes fri passage, og vandløbsbunden blev retableret som den var i 1899. Under renoveringen var Bryrupbanestien ledt uden om byggepladsen, og der var P-plads øst for Gammelstrup med sti til et udsigtspunkt. Det skønnes, at over 20.000 mennesker har været forbi for at følge arbejdet.
Broen blev indviet 13. december 2014 og fik navnet "Den Genfundne Bro".
- Dæmningen over Gudenåen og broen inden frilægningen
- Maj 2014: Broens frilagte overdel, set fra nord (udsigtspunktet)
- Oktober 2014: Broen set fra nord, malet og med nyt rækværk
- Vand under broen på indvielsesdagen, set fra vest
- Den genfundne jernbanebro i maj 2015